# دوغلاس ماكولي
دوغلاس ج. ماكولي (من مواليد 31 يناير 1979 لوس أنجلوس، كاليفورنيا) هو أستاذ علوم المحيطات بجامعة كاليفورنيا سانتا باربرا، ويعمل بمثابة مدير مبادرة محيط بينيوف- مركز أبحاث تطبيقية للمحيطات. يقع مقره في معهد العلوم البحرية بجامعة كاليفورنيا في سانتا باربرا. يركز بحثه على استخدام أدوات من علم البيئة، وعلم البيانات، والسياسة البحرية للحفاظ على المحيطات.